# Brent St. Denis
Brent J. St. Denis (né le 27 mai 1950) est un homme politique canadien.

## Biographie
Il fut député à la Chambre des communes du Canada, représentant la circonscription ontarienne de Algoma—Manitoulin—Kapuskasing de 2004 à 2008 sous la bannière du Parti libéral du Canada.
De 1993 à 1997, il était le député pour Algoma et, de 1997 à 2004, il a représenté la circonscription de Algoma—Manitoulin.